# Midnatsol (Schiff, 2003)
Die Midnatsol (von 2021 bis 2024 Maud), norwegisch für „Mitternachtssonne“ ist ein Schiff der Hurtigruten AS. Von der DNV als Autofähre klassifiziert, ist als Hauptzweck der Passagiertransport angegeben. Als weitere Zwecke sind der Transport von Tiefkühlgütern und Fahrzeugen genannt. Diese Einsatzzwecke werden im Linienverkehr auf der Hurtigruten entlang der Küste Norwegens auch benötigt. Zwischen 2021 und 2024 fuhr sie zunächst nicht mehr im Hurtigruten-Liniendienst, sondern wurde nach einem Umbau unter dem Namen Maud als „Expeditionsschiff“ für Kreuzfahrten eingesetzt. Dies stand im Zusammenhang damit, dass ein Teil der Fahrten an der norwegischen Küste nach einer Neuvergabe durch den norwegischen Staat von der Reederei Havila Kystruten übernommen wurde. Nach dem Verkauf der Hurtigruten-Tochter HX Hurtigruten Expeditions verblieb die Maud bei Hurtigruten AS, erhielt im November 2024 wieder ihren ursprünglichen Namen Midnatsol und fährt seither wieder im Liniendienst. Das 2003 in Dienst gestellte Schiff bietet nach dem Umbau 532 Passagieren Platz. 
Das Schiff trägt bereits als viertes Schiff im Hurtigruteneinsatz den Namen Midnatsol. Seine direkte Namensvorgängerin war später unter dem Namen Lyngen im Liniendienst im Einsatz.

## Geschichte

### Bau und Indienststellung
Die Midnatsol, die am 17. Oktober 2001 mit der Baunummer 73 von der Werft Bruces Verkstad A/B in Landskrona (Schweden) auf Kiel gelegt wurde, ist das vierte Schiff auf der Hurtigruten, das diesen Namen trägt. Sie ist das Schwesterschiff der Trollfjord, die 2002 in Dienst ging. Um die Midnatsol auch als militärisches Hospitalschiff einsetzen zu können, beteiligte sich die Norwegische Marine mit ca. 6,5 Mio. Kronen am Bau des Schiffes. Der offizielle Stapellauf der Midnatsol fand am 26. April 2002 statt. Danach wurde sie auf der Werft Fosen Mekaniske Verksteder AS in Rissa (Norwegen) fertiggestellt und am 11. März 2003 für die Reederei Troms Fylkes Dampskibsselskap A/S (TFDS) in Dienst gestellt. Die Schiffstaufe erfolgte am 22. März 2003 im Hamburger Hafen, die Taufpatin war Rut Brandt.

### Einsatz
Am 14. April 2003 nahm die Midnatsol den planmäßigen Linieneinsatz auf der Hurtigruten zwischen Bergen und Kirkenes auf. Anfang 2006 wurde sie nach Savona (Italien) verlegt, wo sie als Hotelschiff genutzt wurde. Nach der Übernahme des Schiffes durch die Reederei Hurtigruten ASA wurde sie im November 2006 – erneut als Hotelschiff – an Norsk Hydro verchartert. Am 14. Januar 2007 kehrte die Midnatsol wieder in den Liniendienst zurück.
In einigen Winterhalbjahren wurde die Midnatsol als Expeditionsschiff im südlichen Südamerika und der Antarktis eingesetzt, so z. B. im Winter 2016/17. Während der Überführungsfahrten in den Südatlantik bzw. auf dem Rückweg wurden auch Expeditionsseereisen entlang der europäischen Küsten angeboten.
Im August 2019 wurde bekannt gegeben, dass die Midnatsol gemeinsam mit der Trollfjord und der Finnmarken auf Hybridantrieb umgerüstet werden und die drei Schiffe als Maud, Otto Sverdrup und Eirik Raude als reine Expeditionsschiffe dienen sollen. Der Name Maud geht auf Roald Amundsens Expeditionsschiff Maud zurück. Das Schiff wurde im Sommer 2021 auf der Green Yard Kleven umgebaut.
Ab dem 1. November 2024 fährt die Maud, wieder in Midnatsol umbenannt, wieder die Hurtigruten.

### Zwischenfälle

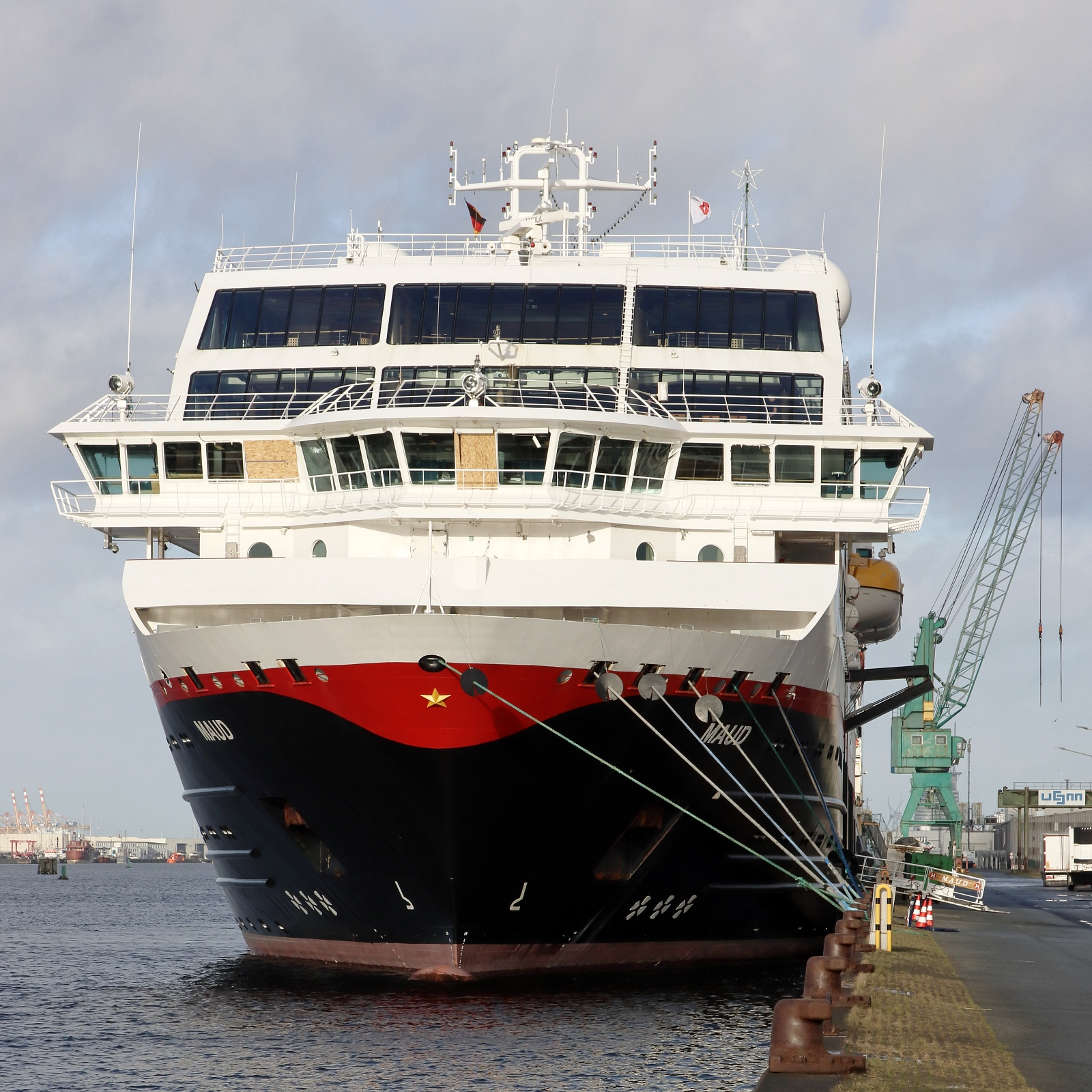
Die Maud im Fischereihafen II in Bremerhaven (29. Dezember 2023)

Am 21. Dezember 2023 wurde das Schiff auf der Fahrt von Florø nach Tilbury etwa 200 Kilometer von Dänemarks Westküste und etwa 330 Kilometer von der britischen Ostküste von einer Riesenwelle getroffen. Dabei wurden unter anderem zwei Brückenfenster zerstört. Durch den Wassereinbruch kam es zu einem vorübergehenden Stromausfall an Bord. Das zunächst manövrierunfähige Schiff konnte später vom Maschinenraum aus gesteuert werden. Zur Reparatur wurde es nach Bremerhaven umgeleitet. Die Maud wurde dafür vom Versorger Esvagt Server begleitet. Am Nachmittag des 23. Dezember 2023 machte die Maud an der Columbuskaje fest. Von dort konnten die 266 vornehmlich britischen Passagiere ihre Heimreise antreten. Das Schiff wurde anschließend in den Fischereihafen verholt. Die Schäden an der Bordelektrik und der Brückenausstattung wurden von der Reederei in Eigenregie behoben. Ohne abschließende Dockung hat die Maud Bremerhaven am 12. April 2024 wieder verlassen. Am 14. April 2024 nimmt sie in Dover den Expeditionsfahrtdienst wieder auf. Vom 26. November 2024 bis zum 1. Dezember 2025 kehrt sie vorübergehend in den Dienst auf der klassischen Postschiffroute zurück.

## Maschinenanlage und Antrieb
Die Maschinenanlage der Midnatsol besteht aus zwei Neunzylinder-Dieselmotoren der Baureihe Wärtsilä 32, die über Getriebe auf zwei Ruderpropeller des Typs Ulstein/Rolls-Royce „Aquamaster Contaz 38“ wirken. Die Besonderheit dieser Antriebssysteme sind die jeweils zwei hintereinander koaxial angeordneten und gegenläufig rotierenden 5-Blatt-Festpropeller. Zum Steuern des Schiffes können die beiden Gondeln um 360° gedreht werden und ermöglichen in Verbindung mit den drei Querstrahlanlagen im Bug eine hohe Manövrierfähigkeit.

## Ausstattung

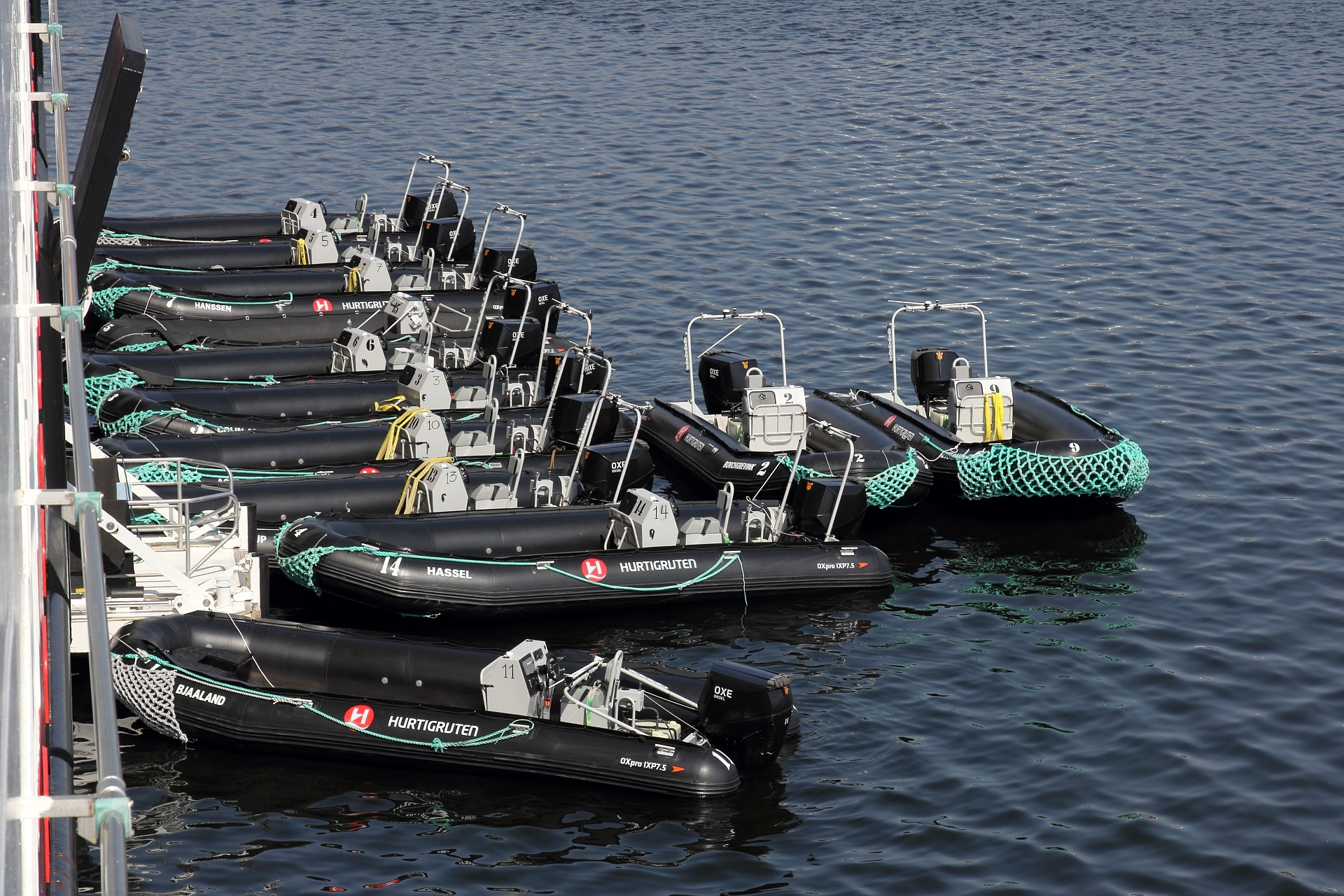
Festrumpfschlauchboote der Midnatsol

Das Schiff ist bei der Küstenfahrt zugelassen für 1000 Passagiere. Hierfür stehen 638 Betten in 298 Kabinen zur Verfügung, die sich auf den Decks 3, 4, 6, 7 und 8 befinden. Die 12 Suiten sind auf Deck 8. Für 35 Autos sind auf Deck 3 Stellplätze auf dem Schiff vorhanden; die Autos können per hydraulischer Laderampe von der Backbordseite verladen werden. Mithilfe dieser Laderampe wurde auch die Tiefkühlfracht geladen und gelöscht. An Bord standen dafür Gabelstapler zur Verfügung.
Als Expeditionsschiff sind 528 Passagiere zugelassen (500 in der Antarktis).
Für Anlandungen führt das Schiff eine Reihe von Festrumpfschlauchbooten mit. Deck 9 beherbergt das Sonnendeck, einen Fitnessraum, eine Sauna und ein Wellness-Center sowie zwei Whirlpools und einen Panoramasalon, der sich über zwei Decks erstreckt. Dieser ist somit ebenfalls auf Deck 8 zu finden, zusammen mit einer Tanzbar, einem Lese- und Fernsehraum (norw. Programme), dem Platz für die beiden Reiseleiter und einer Internetecke mit 5 PCs, die inzwischen abgebaut sind (Stand: Aug. 2018). WLAN gibt es inzwischen auf allen Decks. Auf Deck 5 sind das große, zweiteilige Restaurant, ein Café, ein Shop und ein kinoartiger Raum für Filme und Vorträge aller Art. Außendecks sind auf Deck 9 und 6, hier mit einer 250 m langen umlaufenden Promenade.

## In den Medien
In den Jahren 2008 und 2009 drehte der norwegische Fernsehsender NRK über einen längeren Zeitraum unter dem Titel Hurtigruten 365 auf der Mitnatsol eine mehrteilige Dokumentation über den Alltag auf der Hurtigruten.

## GalerieMidnatsol

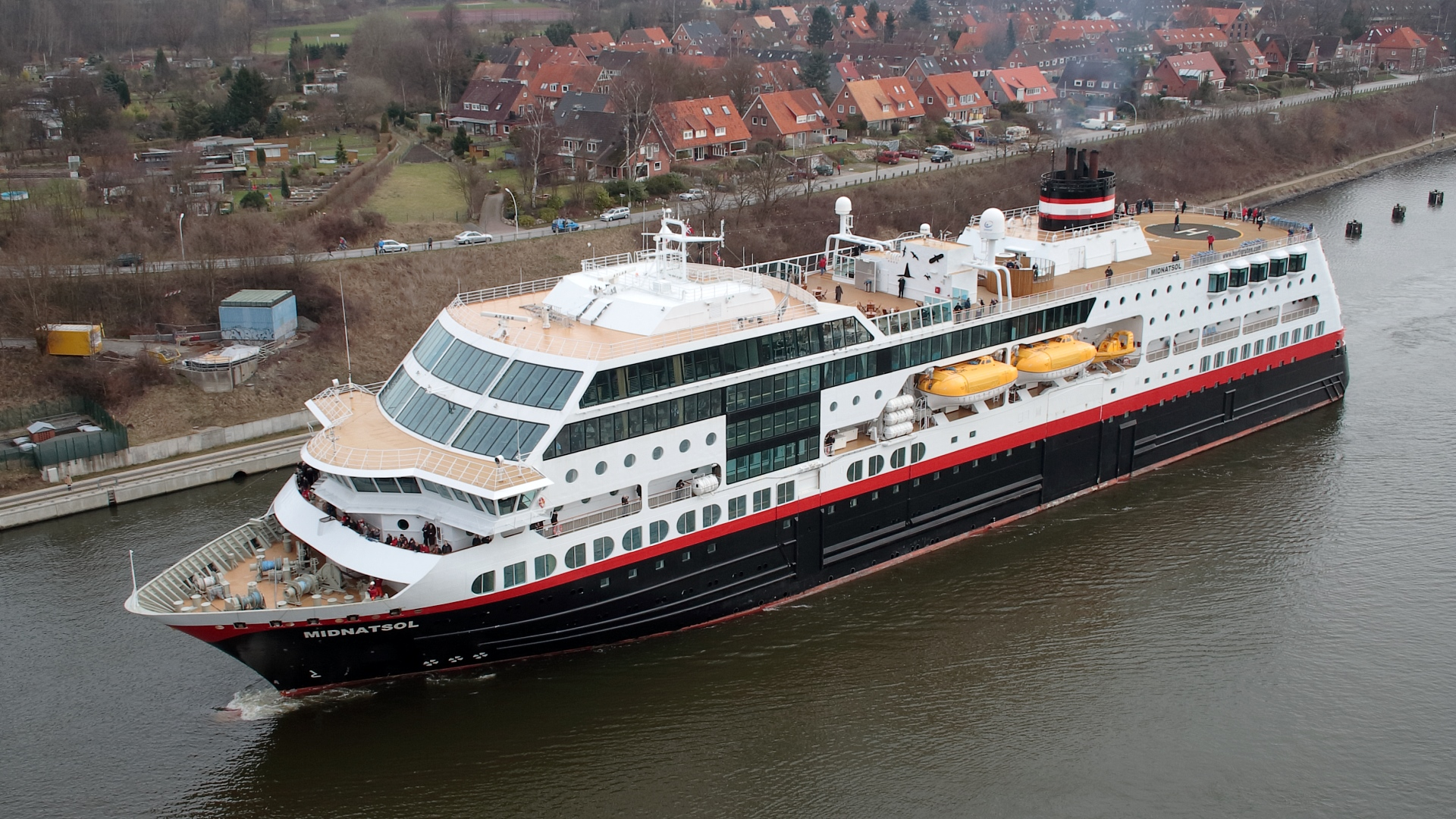
2006 im Nord-Ostsee-Kanal
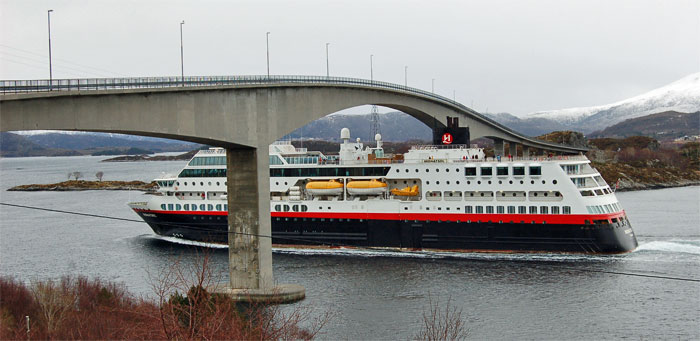
2007 unter der Herøybrua
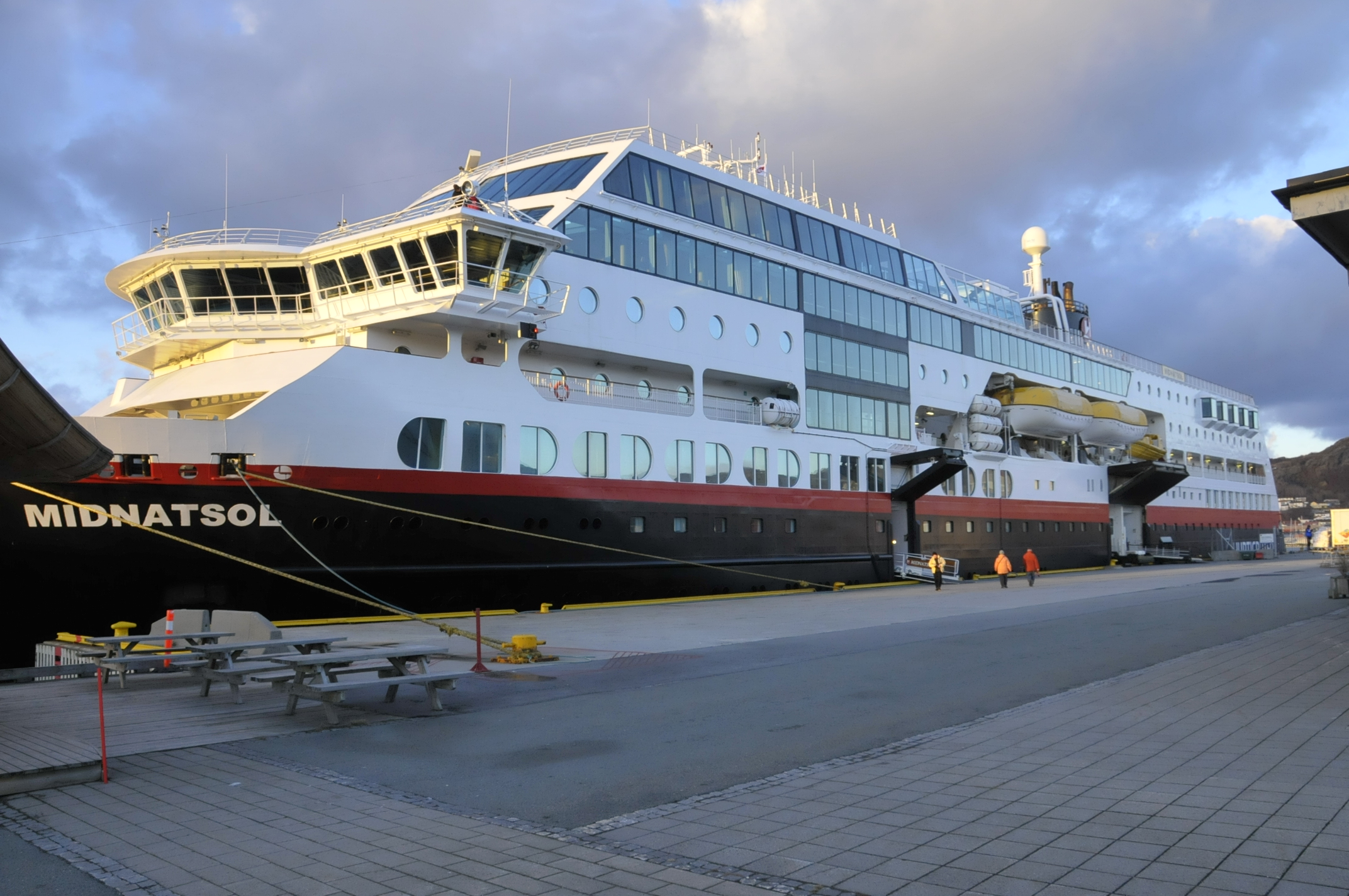
2014 in Bodø mit geöffneter Gangway (vorn) und Laderampe (achtern)
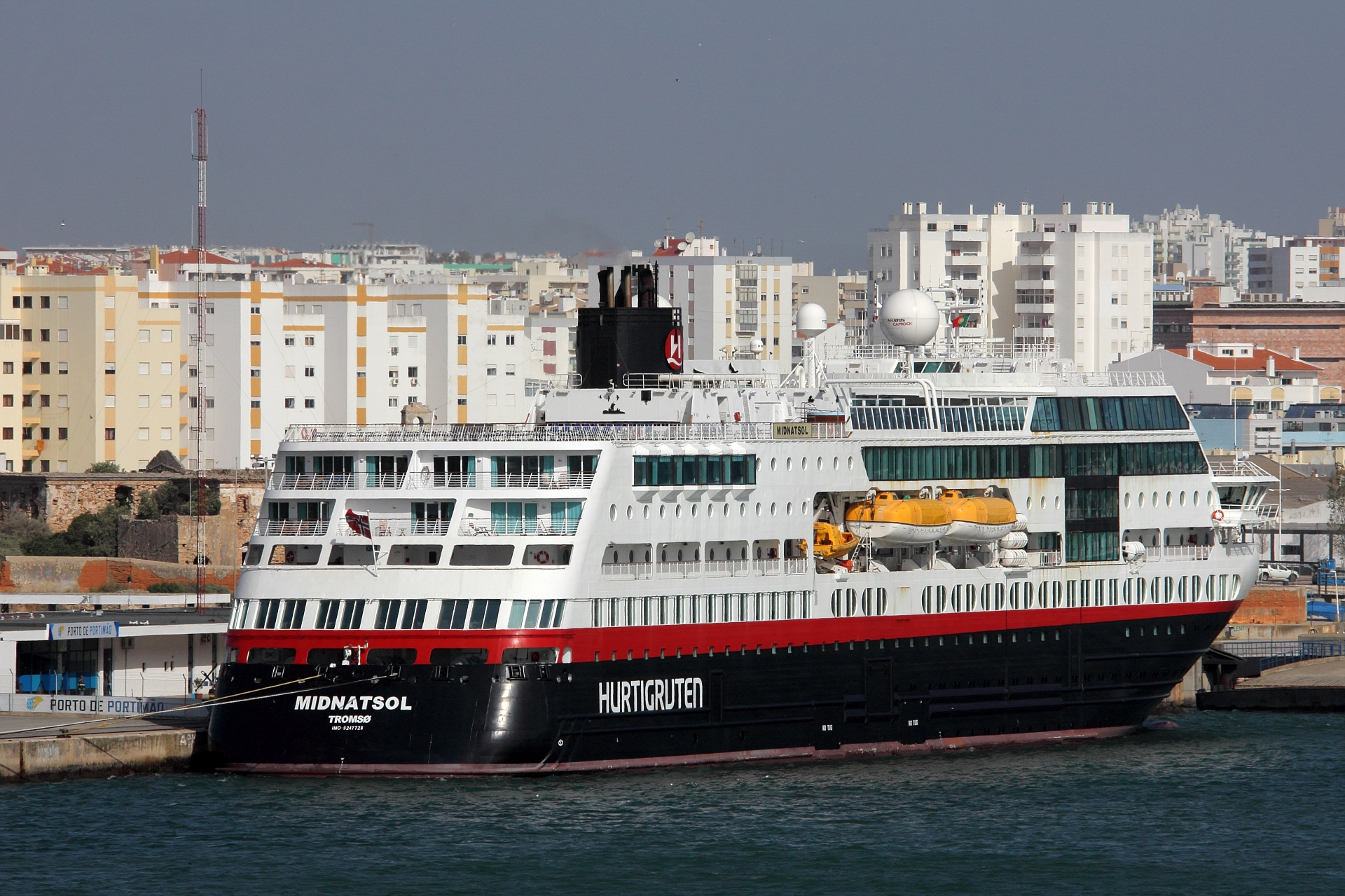
2017 als Expeditionsschiff in Portimão (Portugal)
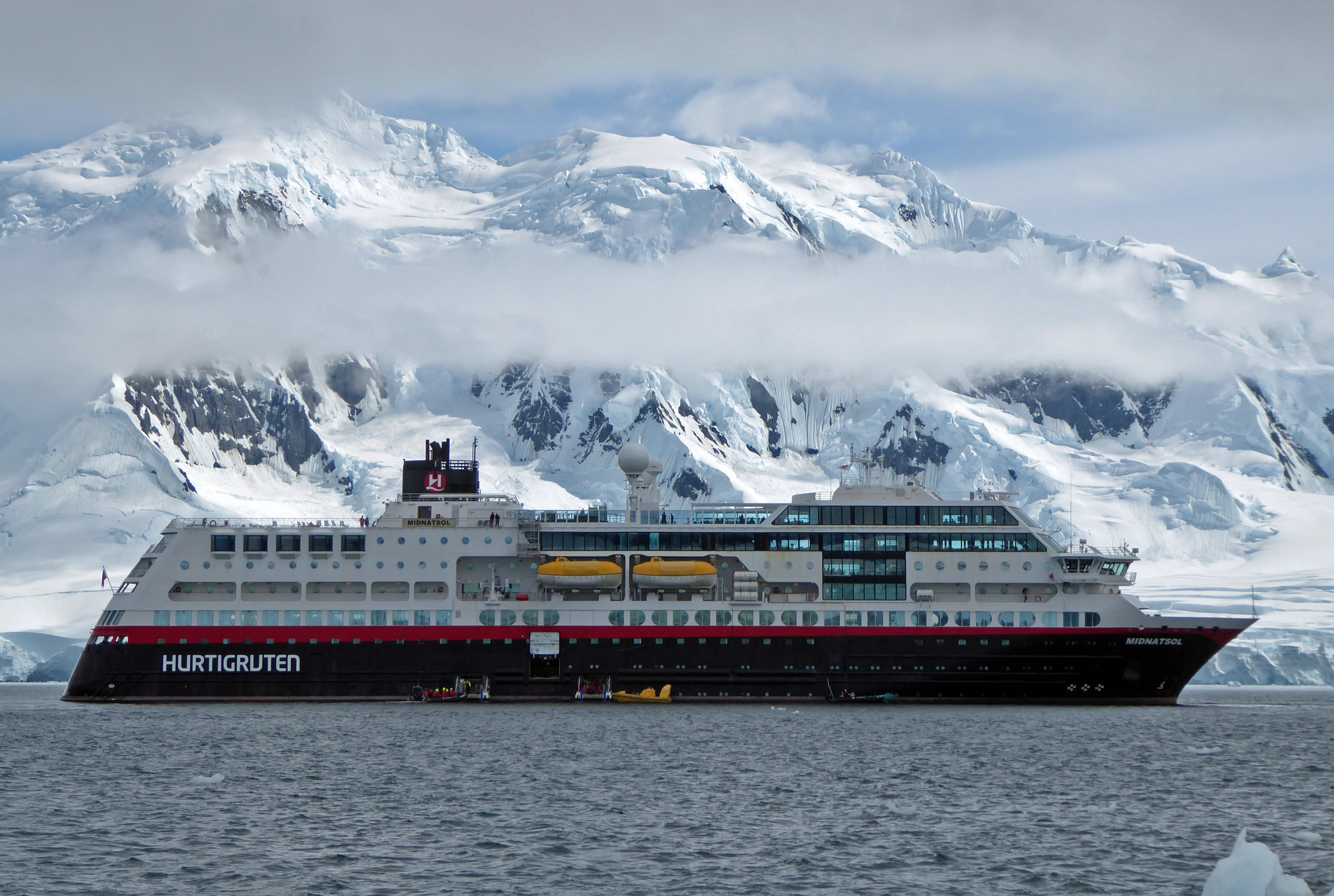
2020 als Kreuzfahrtschiff in der Antarktis